# Burnhaupt-le-Bas

Burnhaupt-le-Bas este o comună în departamentul Haut-Rhin din estul Franței. În 2009 avea o populație de 1.708 de locuitori.

## Evoluția populației
| An        | 1975 | 1982 | 1990  | 1999  | 2006  | 2009  |
| --------- | ---- | ---- | ----- | ----- | ----- | ----- |
| Populație | 870  | 894  | 1.018 | 1.187 | 1.411 | 1.708 |